# Kyle Lowry
Kyle Terrell Lowry (* 25. März 1986 in Philadelphia, Pennsylvania) ist ein US-amerikanischer Basketballspieler, der für die Philadelphia 76ers in der NBA spielt.

## NBA

### Erste Jahre in Memphis und Houston (2006–2012)
Lowry spielte zunächst zwei Jahre für die Villanova Wildcats an der Villanova University. Er wurde in der Draft 2006 an 24. Stelle von den Memphis Grizzlies ausgewählt und auch unter Vertrag genommen. Dort spielte er bis Februar 2009. Seine beste Saison im Trikot der Grizzlies war die Spielzeit 2007/2008, in der er 9,6 Punkte und 3,6 Assists auflegte. Am 19. Februar 2009 wurde Lowry im Rahmen eines drei Mannschaften umfassenden Tauschhandels zu den Houston Rockets transferiert. In das Geschäft waren auch die Orlando Magic involviert. In Houston bildete er zusammen mit Aaron Brooks das Point-Guard-Duo des Teams, bis jener Houston in Richtung der Phoenix Suns verließ. In Houston spielte Lowry bis 2012 und wechselte in der Sommerpause nach Kanada zu den Toronto Raptors. Für die Rockets hatte er in seinem letzten Jahr 14,3 Punkte, 6,6 Assists, 4,5 Rebounds und 1,6 Steals im Schnitt aufgelegt.

### Toronto Raptors (2012 bis 2021)
Als erstem Spieler der Franchise gelang es ihm gegen die Brooklyn Nets am 3. November 2012 und gegen die Minnesota Timberwolves am darauf folgenden Tag in den Kategorien Punkte, Rebounds und Assists sein Team anzuführen. Nur drei anderen Spielern gelang das in zwei Spielen hintereinander: LeBron James am 2. und 4. März 2011, Al Jefferson am 5. und 7. März 2011 und Carmelo Anthony am 15. und 17. April 2011. In Toronto entwickelte sich Lowry zu einem der besten Point Guards der Liga. Die Saison 2013/14 war dabei die bisher erfolgreichste für Lowry. Er erzielte Karrierebestwerte mit 17,9 Punkte und 7,4 Assists pro Spiel und erreichte mit den Raptors die Playoffs. Am Ende der Saison unterschrieb Lowry bei den Raptors einen Vierjahresvertrag, der ihm 48 Millionen US-Dollar zusicherte.
Am 7. November 2014 gelang Lowry, gegen die Washington Wizards, sein sechstes Triple-Double in seiner Karriere. Gleichzeitig war es sein viertes Triple-Double für die Raptors, womit er Damon Stoudamire in dieser Kategorie als Torontos Rekordhalter ablöste. Am 3. Dezember 2014 gelangen ihm mit 39 Punkten beim Sieg gegen die Utah Jazz eine neue persönliche Bestmarke. Im Januar 2015 wurde bekannt, dass Lowry erstmals am NBA All-Star Game teilnehmen wird. Jedoch kam er mit den Raptors erneut nicht über die erste Playoffrunde hinaus und enttäuschte vor allem mit einer Trefferquote von 31 % in vier Spielen. In der Saison 2015/16 wurde er zum zweiten Mal für das All-Star Game nominiert. Am 26. Februar 2016 gelang ihm mit 43 Punkten gegen die Cleveland Cavaliers ein neuer Karrierekord. Bei den Olympischen Spielen in Rio de Janeiro gewann er mit der US-Auswahl die Goldmedaille. Im Sommer 2017 wurde Lowry Free Agent und verlängerte seinen Vertrag mit den Raptors um drei Jahre für 100 Millionen US-Dollar, nachdem er für die Mannschaft einen Karrierebestwert von 22,4 Punkten pro Spiel erzielt hatte. 2019 gewann Lowry mit den Toronto Raptors die NBA-Meisterschaft.

### Miami Heat (2021 bis 2024)
Am 7. August 2021 wurde Lowry an die Miami Heat abgegeben. Toronto bediente sich einer Regel, die innerhalb von 48 Stunden eine Vertragsverlängerung und anschließenden Transfer vorsieht (Sign-and-Trade).

### Philadelphia 76ers (seit 2024)
Am 13. Februar 2024 unterschrieb Lowry bei den Philadelphia 76ers.

## Auszeichnungen
- NBA-Meister: 2019
- 6× NBA All-Star 2015–2020
- All-NBA Third Team: 2016
- Goldmedaille bei Olympischen Spielen in Rio 2016 (Basketball Men’s Team USA)
- Bei den Villanova Wildcats wird seine Rückennummer 1 ehrenhalber nicht mehr vergeben[12]

## Karriere-Statistiken

### NBA

#### Reguläre Saison
| Saison   | Team                 | GP   | GS  | MPG  | FG % | 3P % | FT %  | RPG | APG | SPG | BPG | PPG  |
| -------- | -------------------- | ---- | --- | ---- | ---- | ---- | ----- | --- | --- | --- | --- | ---- |
| 2006–07  | Memphis              | 10   | 0   | 17.5 | .368 | .375 | .893  | 3.1 | 3.2 | 1.4 | 0.1 | 5.6  |
| 2007–08  | Memphis              | 82   | 9   | 25.5 | .432 | .257 | .698  | 3.0 | 3.6 | 1.1 | 0.3 | 9.6  |
| 2008–09  | Memphis / Houston    | 77   | 21  | 21.8 | .435 | .255 | .801  | 2.5 | 3.6 | 0.9 | 0.2 | 7.6  |
| 2009–10  | Houston              | 68   | 0   | 24.3 | .397 | .272 | .827  | 3.6 | 4.5 | 0.9 | 0.1 | 9.1  |
| 2010–11  | Houston              | 75   | 71  | 34.2 | .426 | .376 | .765  | 4.1 | 6.7 | 1.4 | 0.3 | 13.5 |
| 2011–12  | Houston              | 47   | 38  | 32.1 | .409 | .374 | .864  | 4.5 | 6.6 | 1.6 | 0.3 | 14.3 |
| 2012–13  | Toronto              | 68   | 52  | 29.7 | .401 | .362 | .795  | 4.7 | 6.4 | 1.4 | 0.4 | 11.6 |
| 2013–14  | Toronto              | 79   | 79  | 36.2 | .423 | .380 | .813  | 4.7 | 7.4 | 1.5 | 0.2 | 17.9 |
| 2014–15  | Toronto              | 70   | 70  | 34.5 | .412 | .338 | .808  | 4.7 | 6.8 | 1.6 | 0.2 | 17.8 |
| 2015–16  | Toronto              | 77   | 77  | 37.0 | .427 | .388 | .811  | 4.7 | 6.4 | 2.1 | 0.4 | 21.2 |
| 2016–17  | Toronto              | 60   | 60  | 37.4 | .464 | .412 | .819  | 4.8 | 7.0 | 1.5 | 0.3 | 22.4 |
| 2017–18  | Toronto              | 78   | 78  | 32.2 | .427 | .399 | .854  | 5.6 | 6.9 | 1.1 | 0.2 | 16.2 |
| 2018–19  | Toronto              | 65   | 65  | 34.0 | .411 | .347 | .830  | 4.8 | 8.7 | 1.4 | 0.5 | 14.2 |
| 2019–20  | Toronto              | 58   | 58  | 36.2 | .416 | .352 | .857  | 5.0 | 7.5 | 1.4 | 0.4 | 19.4 |
| 2020–21  | Toronto              | 46   | 46  | 34.8 | .436 | .396 | .875  | 5.4 | 7.3 | 1.0 | 0.3 | 17.2 |
| 2021–22  | Miami                | 63   | 63  | 33.9 | .440 | .377 | .851  | 4.5 | 7.5 | 1.1 | 0.3 | 13.4 |
| 2022–23  | Miami                | 55   | 44  | 31.2 | .404 | .345 | .859  | 4.1 | 5.1 | 1.0 | 0.4 | 11.2 |
| 2023–24  | Miami / Philadelphia | 60   | 55  | 28.2 | .432 | .392 | .840  | 3.2 | 4.2 | 1.0 | 0.4 | 8.1  |
| Gesamt   | Gesamt               | 1138 | 886 | 31.7 | .424 | .368 | .815  | 4.3 | 6.2 | 1.3 | 0.3 | 14.3 |
| All-Star | All-Star             | 6    | 2   | 22.3 | .354 | .271 | .1000 | 4.2 | 6.7 | 2.3 | 0.2 | 10.5 |

#### Play-offs
| Saison  | Team         | GP  | GS  | MPG  | FG % | 3P % | FT % | RPG | APG | SPG | BPG | PPG  |
| ------- | ------------ | --- | --- | ---- | ---- | ---- | ---- | --- | --- | --- | --- | ---- |
| 2008–09 | Houston      | 13  | 0   | 19.5 | .333 | .250 | .742 | 2.9 | 2.5 | 0.9 | 0.1 | 5.3  |
| 2013–14 | Toronto      | 7   | 7   | 38.7 | .404 | .395 | .878 | 4.7 | 4.7 | 0.9 | 0.0 | 21.1 |
| 2014–15 | Toronto      | 4   | 4   | 32.8 | .316 | .217 | .727 | 5.5 | 4.8 | 1.3 | 0.0 | 12.3 |
| 2015–16 | Toronto      | 20  | 20  | 38.3 | .397 | .304 | .750 | 4.7 | 6.0 | 1.6 | 0.2 | 19.1 |
| 2016–17 | Toronto      | 8   | 8   | 37.6 | .462 | .342 | .818 | 3.1 | 5.9 | 1.5 | 0.5 | 15.8 |
| 2017–18 | Toronto      | 10  | 10  | 36.1 | .508 | .444 | .813 | 4.3 | 8.5 | 1.5 | 0.0 | 17.4 |
| 2018–19 | Toronto      | 24  | 24  | 37.5 | .440 | .359 | .802 | 4.9 | 6.6 | 1.3 | 0.3 | 15.0 |
| 2019–20 | Toronto      | 11  | 11  | 37.5 | .419 | .319 | .800 | 6.5 | 5.8 | 1.7 | 0.7 | 17.7 |
| 2021–22 | Miami        | 10  | 10  | 29.5 | .291 | .241 | .789 | 3.6 | 4.7 | 1.2 | 0.7 | 7.8  |
| 2022–23 | Miami        | 23  | 1   | 26.1 | .425 | .375 | .939 | 3.5 | 4.4 | 1.0 | 0.6 | 9.2  |
| 2023–24 | Philadelphia | 6   | 6   | 29.2 | .344 | .333 | .800 | 3.5 | 4.0 | 1.0 | 0.7 | 7.0  |
| Gesamt  | Gesamt       | 136 | 101 | 32.8 | .411 | .338 | .803 | 4.3 | 5.4 | 1.3 | 0.4 | 13.5 |